# Adiantum concinnum
Adiantum concinnum är en kantbräkenväxtart som beskrevs av Alexander von Humboldt, Amp; Bonpl. och Carl Ludwig Willdenow. Adiantum concinnum ingår i släktet Adiantum och familjen Pteridaceae. Inga underarter finns listade.